# 101省道 (黑龙江省)
101省道，又称哈尔滨—北安公路，是黑龙江省的一条省道，起点位于哈尔滨市道外区，途经巴彦县、绥化市、绥棱县、海伦市，终点位于黑河市北安市庆华街道，全长约348公里。

## 历史
2015年以前，“S101”编号曾被分配给哈尔滨——肇兴公路（现 102国道哈尔滨至抚远段），而在当时，现在的 哈尔滨—北安公路路段包含当时的S202（绥化——北安公路）全线及绥巴公路全线。
2015年，黑龙江省发展和改革委员会印发“黑龙江省省道网规划（2015年—2030年）”，将S101编号分配给哈尔滨——北安公路，规划全长约348公里。
2024年，黑龙江省交通运输厅印发“黑龙江省省道网规划（2023年—2035年）”，此公路规划里程和途经点未发生任何变化。